# Championnat du monde junior de rugby à XV 2015
Navigation
Championnat du monde junior 2014 Championnat du monde junior 2016
Le championnat du monde junior de rugby à XV 2015, huitième édition du championnat du monde junior de rugby à XV, a lieu du 2 juin au 20 juin 2015 en Italie. Le tournoi est remporté par la Nouvelle-Zélande qui défait l'Angleterre en finale sur le score de 20-16.

## Équipes participantes et groupes
| Groupe A           | Groupe B           | Groupe C             |
| ------------------ | ------------------ | -------------------- |
| Angleterre -20     | Afrique du Sud -20 | Nouvelle-Zélande -20 |
| France -20         | Australie -20      | Irlande -20          |
| Pays de Galles -20 | Samoa -20          | Argentine -20        |
| Japon -20          | Italie -20         | Écosse -20           |

## Stades
| Ville     | Stade                    | Capacité      |
| --------- | ------------------------ | ------------- |
| Calvisano | Stadio San Michele       | 5 000 places  |
| Parme     | Stadio Sergio Lanfranchi | 5 000 places  |
| Viadana   | Stadio Luigi Zaffanella  | 6 000 places  |
| Crémone   | Stadio Giovanni Zini     | 20 461 places |

## Résultats

### Phase de groupe

#### Groupe A
| Rang | Pays               | J | V | N | D | Bo | Bd | Pm  | Pe  | Diff | Pts |
| ---- | ------------------ | - | - | - | - | -- | -- | --- | --- | ---- | --- |
| 1    | France -20         | 3 | 3 | 0 | 0 | 1  | 0  | 96  | 35  | +61  | 13  |
| 2    | Angleterre -20     | 3 | 2 | 0 | 1 | 2  | 0  | 107 | 53  | +54  | 10  |
| 3    | Pays de Galles -20 | 3 | 1 | 0 | 2 | 1  | 0  | 92  | 52  | +40  | 5   |
| 4    | Japon -20          | 3 | 0 | 0 | 3 | 0  | 0  | 17  | 172 | -155 | 0   |

|  | Qualifié pour les demi-finales       |
|  | Qualifié pour le classement de 5 à 8 |

| 2 juin 2015 | France -20 | 19 - 10 | Pays de Galles -20 | Stadio San Michele , Calvisano |
| 2 juin 2015 |            |         |                    | Stadio San Michele , Calvisano |
| 2 juin 2015 |            |         |                    | Stadio San Michele , Calvisano |

| 2 juin 2015 | Angleterre -20 | 59 - 7 | Japon -20 | Stadio San Michele , Calvisano |
| 2 juin 2015 |                |        |           | Stadio San Michele , Calvisano |
| 2 juin 2015 |                |        |           | Stadio San Michele , Calvisano |

| 6 juin 2015 | France -20 | 47 - 7 | Japon -20 | Stadio Sergio Lanfranchi, Parme |
| 6 juin 2015 |            |        |           | Stadio Sergio Lanfranchi, Parme |
| 6 juin 2015 |            |        |           | Stadio Sergio Lanfranchi, Parme |

| 6 juin 2015 | Angleterre -20 | 30 - 16 | Pays de Galles -20 | Stadio San Michele , Calvisano |
| 6 juin 2015 |                |         |                    | Stadio San Michele , Calvisano |
| 6 juin 2015 |                |         |                    | Stadio San Michele , Calvisano |

| 10 juin 2015 | Angleterre -20 | 18 - 30 | France -20 | Stadio Luigi Zaffanella, Viadana |
| 10 juin 2015 |                |         |            | Stadio Luigi Zaffanella, Viadana |
| 10 juin 2015 |                |         |            | Stadio Luigi Zaffanella, Viadana |

| 10 juin 2015 | Pays de Galles -20 | 66 - 3 | Japon -20 | Stadio Luigi Zaffanella, Viadana |
| 10 juin 2015 |                    |        |           | Stadio Luigi Zaffanella, Viadana |
| 10 juin 2015 |                    |        |           | Stadio Luigi Zaffanella, Viadana |

#### Groupe B
| Rang | Pays               | J | V | N | D | Bo | Bd | Pm  | Pe | Diff | Pts |
| ---- | ------------------ | - | - | - | - | -- | -- | --- | -- | ---- | --- |
| 1    | Afrique du Sud -20 | 3 | 3 | 0 | 0 | 3  | 0  | 119 | 26 | +93  | 15  |
| 2    | Australie -20      | 3 | 2 | 0 | 1 | 2  | 0  | 78  | 83 | -5   | 10  |
| 3    | Samoa -20          | 3 | 1 | 0 | 2 | 0  | 0  | 60  | 98 | -38  | 4   |
| 4    | Italie -20         | 3 | 0 | 0 | 3 | 1  | 1  | 44  | 94 | -50  | 2   |

|  | Qualifié pour les demi-finales       |
|  | Qualifié pour le classement de 5 à 8 |

| 2 juin 2015 | Australie -20 | 34 - 22 | Samoa -20 | Stadio Sergio Lanfranchi, Parme |
| 2 juin 2015 |               |         |           | Stadio Sergio Lanfranchi, Parme |
| 2 juin 2015 |               |         |           | Stadio Sergio Lanfranchi, Parme |

| 2 juin 2015 | Afrique du Sud -20 | 33 - 5 | Italie -20 | Stadio San Michele , Calvisano |
| 2 juin 2015 |                    |        |            | Stadio San Michele , Calvisano |
| 2 juin 2015 |                    |        |            | Stadio San Michele , Calvisano |

| 6 juin 2015 | Afrique du Sud -20 | 40 - 8 | Samoa -20 | Stadio Sergio Lanfranchi, Parme |
| 6 juin 2015 |                    |        |           | Stadio Sergio Lanfranchi, Parme |
| 6 juin 2015 |                    |        |           | Stadio Sergio Lanfranchi, Parme |

| 6 juin 2015 | Australie -20 | 31 - 15 | Italie -20 | Stadio Sergio Lanfranchi, Parme |
| 6 juin 2015 |               |         |            | Stadio Sergio Lanfranchi, Parme |
| 6 juin 2015 |               |         |            | Stadio Sergio Lanfranchi, Parme |

| 10 juin 2015 | Samoa -20 | 30 - 24 | Italie -20 | Stadio San Michele , Calvisano |
| 10 juin 2015 |           |         |            | Stadio San Michele , Calvisano |
| 10 juin 2015 |           |         |            | Stadio San Michele , Calvisano |

| 10 juin 2015 | Afrique du Sud -20 | 46 - 13 | Australie -20 | Stadio San Michele , Calvisano |
| 10 juin 2015 |                    |         |               | Stadio San Michele , Calvisano |
| 10 juin 2015 |                    |         |               | Stadio San Michele , Calvisano |

#### Groupe C
| Rang | Pays                 | J | V | N | D | Bo | Bd | Pm  | Pe | Diff | Pts |
| ---- | -------------------- | - | - | - | - | -- | -- | --- | -- | ---- | --- |
| 1    | Nouvelle-Zélande -20 | 3 | 3 | 0 | 0 | 2  | 0  | 125 | 42 | +83  | 14  |
| 2    | Irlande -20          | 3 | 2 | 0 | 1 | 0  | 0  | 45  | 61 | -16  | 8   |
| 3    | Écosse -20           | 3 | 1 | 0 | 2 | 0  | 1  | 59  | 98 | -39  | 5   |
| 4    | Argentine -20        | 3 | 0 | 0 | 3 | 0  | 2  | 51  | 79 | -28  | 2   |

|  | Qualifié pour les demi-finales       |
|  | Qualifié pour le classement de 5 à 8 |

| 2 juin 2015 | Irlande -20 | 18 - 16 | Argentine -20 | Stadio Sergio Lanfranchi, Parme |
| 2 juin 2015 |             |         |               | Stadio Sergio Lanfranchi, Parme |
| 2 juin 2015 |             |         |               | Stadio Sergio Lanfranchi, Parme |

| 2 juin 2015 | Nouvelle-Zélande -20 | 68 - 10 | Écosse -20 | Stadio Sergio Lanfranchi, Parme |
| 2 juin 2015 |                      |         |            | Stadio Sergio Lanfranchi, Parme |
| 2 juin 2015 |                      |         |            | Stadio Sergio Lanfranchi, Parme |

| 6 juin 2015 | Irlande -20 | 24 - 20 | Écosse -20 | Stadio San Michele , Calvisano |
| 6 juin 2015 |             |         |            | Stadio San Michele , Calvisano |
| 6 juin 2015 |             |         |            | Stadio San Michele , Calvisano |

| 6 juin 2015 | Nouvelle-Zélande -20 | 32 - 29 | Argentine -20 | Stadio San Michele , Calvisano |
| 6 juin 2015 |                      |         |               | Stadio San Michele , Calvisano |
| 6 juin 2015 |                      |         |               | Stadio San Michele , Calvisano |

| 10 juin 2015 | Argentine -20 | 6 - 29 | Écosse -20 | Stadio San Michele , Calvisano |
| 10 juin 2015 |               |        |            | Stadio San Michele , Calvisano |
| 10 juin 2015 |               |        |            | Stadio San Michele , Calvisano |

| 10 juin 2015 | Nouvelle-Zélande -20 | 25 - 3 | Irlande -20 | Stadio Luigi Zaffanella, Viadana |
| 10 juin 2015 |                      |        |             | Stadio Luigi Zaffanella, Viadana |
| 10 juin 2015 |                      |        |             | Stadio Luigi Zaffanella, Viadana |

### Tableau final

#### Classement 9 à 12
|  | Tour de classement                                  | Tour de classement                                  |               |    | Neuvième place                                      | Neuvième place                                      |
|  | Tour de classement                                  | Tour de classement                                  |               |    | Neuvième place                                      | Neuvième place                                      |
|  |                                                     |                                                     |               |    |                                                     |                                                     |
|  | le 15 juin 2015 au Stadio Luigi Zaffanella, Viadana | le 15 juin 2015 au Stadio Luigi Zaffanella, Viadana |               |    | le 20 juin 2015 au Stadio Luigi Zaffanella, Viadana | le 20 juin 2015 au Stadio Luigi Zaffanella, Viadana |
|  | le 15 juin 2015 au Stadio Luigi Zaffanella, Viadana | le 15 juin 2015 au Stadio Luigi Zaffanella, Viadana |               |    | le 20 juin 2015 au Stadio Luigi Zaffanella, Viadana | le 20 juin 2015 au Stadio Luigi Zaffanella, Viadana |
|  | Samoa -20                                           | 12                                                  |               |    | le 20 juin 2015 au Stadio Luigi Zaffanella, Viadana | le 20 juin 2015 au Stadio Luigi Zaffanella, Viadana |
|  | Samoa -20                                           | 12                                                  |               |    | le 20 juin 2015 au Stadio Luigi Zaffanella, Viadana | le 20 juin 2015 au Stadio Luigi Zaffanella, Viadana |
|  | Japon -20                                           | 29                                                  |               |    | le 20 juin 2015 au Stadio Luigi Zaffanella, Viadana | le 20 juin 2015 au Stadio Luigi Zaffanella, Viadana |
|  | Japon -20                                           | 29                                                  | Japon -20     | 21 |                                                     |                                                     |
|  | le 15 juin 2015 au Stadio Luigi Zaffanella, Viadana |                                                     | Japon -20     | 21 |                                                     |                                                     |
|  |                                                     | Argentine -20                                       | 38            |    |                                                     |                                                     |
|  | Argentine -20                                       | Argentine -20                                       | 38            | 46 |                                                     |                                                     |
|  | Argentine -20                                       |                                                     |               | 46 |                                                     |                                                     |
|  | Italie -20                                          | 5                                                   |               |    |                                                     |                                                     |
|  | Italie -20                                          | 5                                                   | Onzième place |    |                                                     |                                                     |
|  |                                                     |                                                     |               |    |                                                     |                                                     |
|  | le 20 juin 2015 au Stadio Giovanni Zini, Crémone    |                                                     |               |    |                                                     |                                                     |
|  |                                                     |                                                     |               |    |                                                     |                                                     |
|  | Samoa -20                                           | 19                                                  |               |    |                                                     |                                                     |
|  | Samoa -20                                           | 19                                                  |               |    |                                                     |                                                     |
|  | Italie -20                                          | 20                                                  |               |    |                                                     |                                                     |
|  | Italie -20                                          | 20                                                  |               |    |                                                     |                                                     |

#### Classement 5 à 8
|  | Tour de classement                                  | Tour de classement                               |                |    | Cinquième place                                     | Cinquième place                                     |
|  | Tour de classement                                  | Tour de classement                               |                |    | Cinquième place                                     | Cinquième place                                     |
|  |                                                     |                                                  |                |    |                                                     |                                                     |
|  | le 15 juin 2015 au Stadio San Michele, Calvisano    | le 15 juin 2015 au Stadio San Michele, Calvisano |                |    | le 20 juin 2015 au Stadio Luigi Zaffanella, Viadana | le 20 juin 2015 au Stadio Luigi Zaffanella, Viadana |
|  | le 15 juin 2015 au Stadio San Michele, Calvisano    | le 15 juin 2015 au Stadio San Michele, Calvisano |                |    | le 20 juin 2015 au Stadio Luigi Zaffanella, Viadana | le 20 juin 2015 au Stadio Luigi Zaffanella, Viadana |
|  | Australie -20                                       | 31                                               |                |    | le 20 juin 2015 au Stadio Luigi Zaffanella, Viadana | le 20 juin 2015 au Stadio Luigi Zaffanella, Viadana |
|  | Australie -20                                       | 31                                               |                |    | le 20 juin 2015 au Stadio Luigi Zaffanella, Viadana | le 20 juin 2015 au Stadio Luigi Zaffanella, Viadana |
|  | Écosse -20                                          | 21                                               |                |    | le 20 juin 2015 au Stadio Luigi Zaffanella, Viadana | le 20 juin 2015 au Stadio Luigi Zaffanella, Viadana |
|  | Écosse -20                                          | 21                                               | Australie -20  | 28 |                                                     |                                                     |
|  | le 15 juin 2015 au Stadio Luigi Zaffanella, Viadana |                                                  | Australie -20  | 28 |                                                     |                                                     |
|  |                                                     | Pays de Galles -20                               | 23             |    |                                                     |                                                     |
|  | Irlande -20                                         | Pays de Galles -20                               | 23             | 12 |                                                     |                                                     |
|  | Irlande -20                                         |                                                  |                | 12 |                                                     |                                                     |
|  | Pays de Galles -20                                  | 22                                               |                |    |                                                     |                                                     |
|  | Pays de Galles -20                                  | 22                                               | Septième place |    |                                                     |                                                     |
|  |                                                     |                                                  |                |    |                                                     |                                                     |
|  | le 20 juin 2015 au Stadio Luigi Zaffanella, Viadana |                                                  |                |    |                                                     |                                                     |
|  |                                                     |                                                  |                |    |                                                     |                                                     |
|  | Écosse -20                                          | 9                                                |                |    |                                                     |                                                     |
|  | Écosse -20                                          | 9                                                |                |    |                                                     |                                                     |
|  | Irlande -20                                         | 17                                               |                |    |                                                     |                                                     |
|  | Irlande -20                                         | 17                                               |                |    |                                                     |                                                     |

#### Classement 1 à 4
|  | Demi-finales                                     | Demi-finales                                     |                        |    | Finale                                           | Finale                                           |
|  | Demi-finales                                     | Demi-finales                                     |                        |    | Finale                                           | Finale                                           |
|  |                                                  |                                                  |                        |    |                                                  |                                                  |
|  | le 15 juin 2015 au Stadio San Michele, Calvisano | le 15 juin 2015 au Stadio San Michele, Calvisano |                        |    | le 20 juin 2015 au Stadio Giovanni Zini, Crémone | le 20 juin 2015 au Stadio Giovanni Zini, Crémone |
|  | le 15 juin 2015 au Stadio San Michele, Calvisano | le 15 juin 2015 au Stadio San Michele, Calvisano |                        |    | le 20 juin 2015 au Stadio Giovanni Zini, Crémone | le 20 juin 2015 au Stadio Giovanni Zini, Crémone |
|  | Afrique du Sud -20                               | 20                                               |                        |    | le 20 juin 2015 au Stadio Giovanni Zini, Crémone | le 20 juin 2015 au Stadio Giovanni Zini, Crémone |
|  | Afrique du Sud -20                               | 20                                               |                        |    | le 20 juin 2015 au Stadio Giovanni Zini, Crémone | le 20 juin 2015 au Stadio Giovanni Zini, Crémone |
|  | Angleterre -20                                   | 28                                               |                        |    | le 20 juin 2015 au Stadio Giovanni Zini, Crémone | le 20 juin 2015 au Stadio Giovanni Zini, Crémone |
|  | Angleterre -20                                   | 28                                               | Angleterre -20         | 16 |                                                  |                                                  |
|  | le 15 juin 2015 au Stadio San Michele, Calvisano |                                                  | Angleterre -20         | 16 |                                                  |                                                  |
|  |                                                  | Nouvelle-Zélande -20                             | 21                     |    |                                                  |                                                  |
|  | Nouvelle-Zélande -20                             | Nouvelle-Zélande -20                             | 21                     | 45 |                                                  |                                                  |
|  | Nouvelle-Zélande -20                             |                                                  |                        | 45 |                                                  |                                                  |
|  | France -20                                       | 7                                                |                        |    |                                                  |                                                  |
|  | France -20                                       | 7                                                | Match pour la 3e place |    |                                                  |                                                  |
|  |                                                  |                                                  |                        |    |                                                  |                                                  |
|  | le 20 juin 2015 au Stadio Giovanni Zini, Crémone |                                                  |                        |    |                                                  |                                                  |
|  |                                                  |                                                  |                        |    |                                                  |                                                  |
|  | Afrique du Sud -20                               | 31                                               |                        |    |                                                  |                                                  |
|  | Afrique du Sud -20                               | 31                                               |                        |    |                                                  |                                                  |
|  | France -20                                       | 18                                               |                        |    |                                                  |                                                  |
|  | France -20                                       | 18                                               |                        |    |                                                  |                                                  |

#### Classement final
| Rang | Équipe               |
| ---- | -------------------- |
| 1    | Nouvelle-Zélande -20 |
| 2    | Angleterre -20       |
| 3    | Afrique du Sud -20   |
| 4    | France -20           |
| 5    | Australie -20        |
| 6    | Pays de Galles -20   |
| 7    | Irlande -20          |
| 8    | Écosse -20           |
| 9    | Argentine -20        |
| 10   | Japon -20            |
| 11   | Italie -20           |
| 12   | Samoa -20            |

|  | Relégué en Trophée mondial de rugby à XV des moins de 20 ans |